# Cardiff Central Library

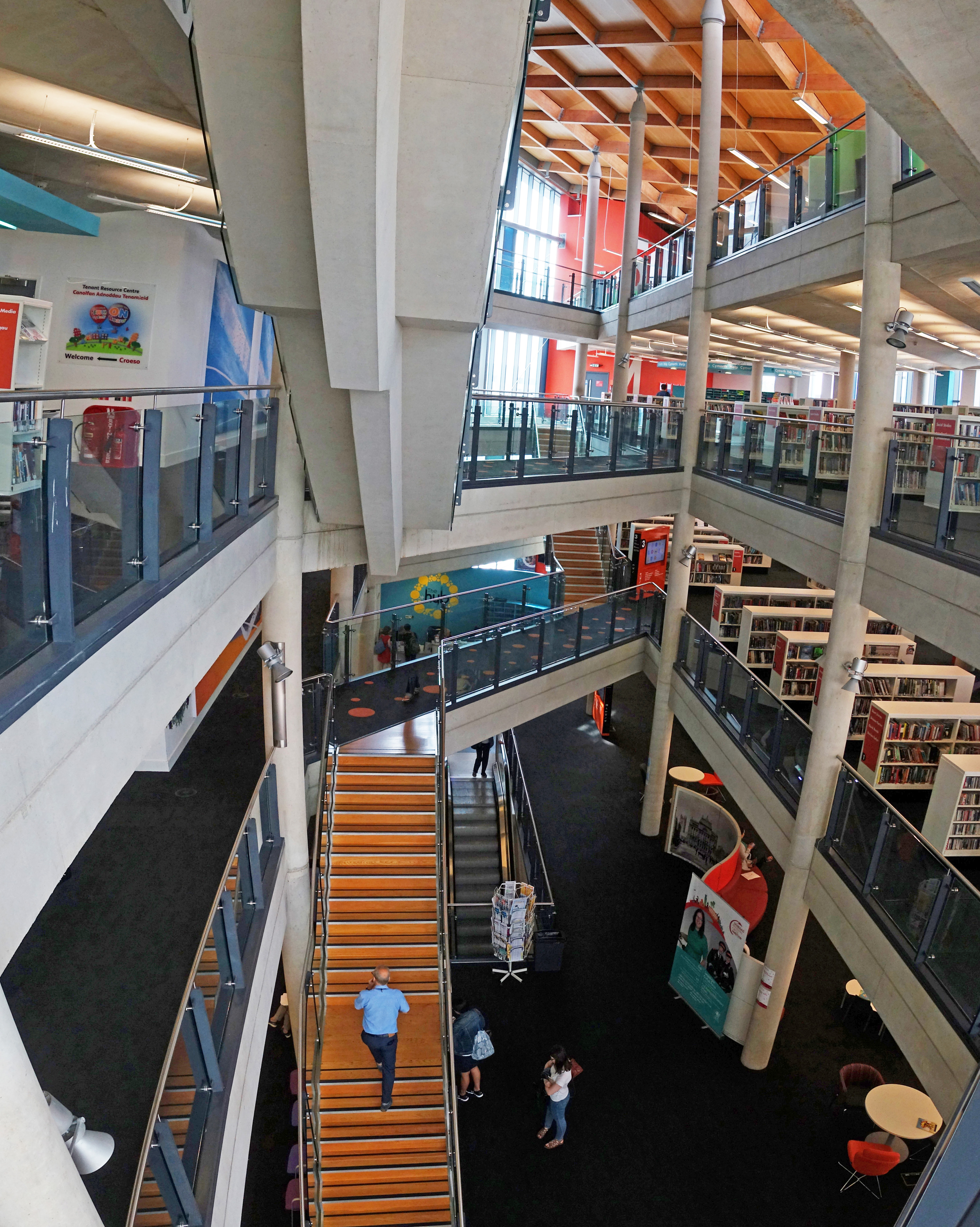
Cardiff Central Library

Cardiff Central Library är det offentliga huvudbiblioteket i Cardiff, Wales. Biblioteket grundades 1861 som Cardiff Free Library och består idag av fyra byggnader. Den senaste öppnades officiellt den 18 juni 2009.